# Da Brat
Da Brat, de son vrai nom Shawntae Harris, née le 14 avril 1974 à Chicago, dans l'Illinois, est une rappeuse et actrice américaine. En anglais, « Da brat » (pour « The brat ») peut être traduit par « La sale gosse ». Elle lance sa carrière musicale en 1991, et publie son premier album, Funkdafied, en 1994, qui se vend à un million d'exemplaires, ce qui l'amène notamment à être certifié disque de platine. Son single In love Wit Chu en featuring Cherish, qui est extrait de son 4e opus Limelite, Luv and Niteclubz, est un des plus grands tubes de sa carrière.

## Biographie

### Jeunesse
Harris est née le 14 avril 1974 à Chicago,,, dans l'Illinois, et a grandi dans le West Side de la ville. Ses parents ne s'étant jamais marié, Harris est élevé dans deux foyers différents. Harris est la jeune demi-sœur de l'actrice Lisa Raye McCoy. Plus jeune, Harris vit la plupart du temps chez sa mère et sa grand-mère et chante quatre fois par semaine dans une église baptiste.

### Carrière
Elle se fait repérer par le producteur Jermaine Dupri lors d'un concours de rap organisé pendant la tournée des Kris Kross en 1992,subjugué par son phrasé énergique et ultra rapide. Dès l'année suivante, Da Brat enregistre et publie son premier album studio intitulé Funkdafied le 17 mai 1994, entièrement produit par Dupri. Le mélange de gangsta rap, de funk et son air de garçon manqué feront[réf. nécessaire] le succès de cet opus vendu à plus d'un million d'exemplaires, un record à cette époque pour une rappeuse. La notoriété grandissante de Da Brat lui permet de collaborer avec des rappeurs et chanteurs américains de renom tels The Notorious B.I.G., Mariah Carey, Lil' Kim, Missy Elliott, Destiny's Child, ou encore Jagged Edge.
Da Brat publie son second album Anuthatantrum le 29 octobre 1996 avec presque autant de succès que le précédent. L'album atteint la 20e place du Billboard 200. En 1997, Da Brat est invitée par Lil' Kim pour rapper sur le morceau Not Tonight (Ladies Night Remix) aux côtés de Left Eye, Missy Elliott et Angie Martinez. Le morceau atteint la sixième place du Billboard Hot 100 et troisième des Hip-Hop/RnB Songs.
Da Brat effectue ensuite une pause de quatre années avant de revenir pour son troisième album Unrestricted, le 1er avril 2000, avec de nombreux changements au niveau musical (plus « commercial ») et surtout un changement de look radical. Elle veut s'affirmer aux côtés des nouvelles rappeuses comme Eve ou Trina qui jouent aussi bien sur leur physique que sur leur talent pour vendre davantage de disques. On voit bien ce changement de style dans le clip du premier single Watchu Like avec Tyrese.
Elle revient en 2002, avec son quatrième album, Limelite, Luv and Niteclubz, le 15 juillet 2003. Il contient le single I'm In Love Wit Chu où l'on[Qui ?] voit sur la pochette du disque une artiste qui affirme sa féminité au plus haut point. Limelite, Luv and Niteclubz atteint la 18e place du Billboard 200.
En 2005, elle apparaît sur le remix des Dem Franchize Boyz I Think They Like Me. En 2006, elle est invitée par Mariah Carey à participer lors à son Adventures of Mimi Tour. En 2007, elle fait un featuring sur Gotsta Go, un morceau extrait de l'album de Kelly Rowland, Ms. Kelly. La même année, elle chante sur le titre bonus de Mariah Carey, 4Real4Real et coécrit O.O.C., deux morceaux extraits de E=mc2. Elle participe également à la cinquième saison de l'émission de téléréalité Celebrity Fit Club.
En 2011, elle fait un remix avec Kelly Rowland intitulé Motivation auquel participe Lil Wayne. Elle publie un nouveau single, Is It Chu?, sur iTunes et autres services de ventes numériques le 2 juillet 2013. Elle anime depuis juillet 2015 une émission de radio appelée Rickey Smiley Morning.

## Discographie

### Albums studio
- 1994 : Funkdafied
- 1996 : Anuthatantrum
- 2000 : Unrestricted
- 2003 : Limelite, Luv and Niteclubz

### Album de remixes
- 1996 : Anuthafunkdafiedtantrum

### Singles
- 1994 : Funkdafied (feat. JD)
- 1994 : Fa'All Y'all
- 1995 : Give It 2 You
- 1996 : Sittin' on Top of the World
- 1997 : Ghetto Love (feat. T-Boz)
- 1999 : Watchu Like (feat. Tyrese)
- 2000 : That's What I'm Lookin' For
- 2003 : I'm in Love Wit Chu (feat. Cherish)
- 2003 : Boom

### Collaborations
- Da Bomb de Kris Kross sur l'album Da Bomb (1994)
- Young, Rich & Dangerous et Live & Die For Hip Hop de Kris Kross sur l'album Young, Rich & Dangerous (1996)
- Always Be My Baby Remix de Mariah Carey sur l'album Daydream (1996)
- No One Else et No One Else Remix de Total sur l'album Total (1996)
- Not Tonight Remix de Lil' Kim sur l'album Hard Core (1996)
- The Way That You Talk de Jagged Edge sur l'album A Jagged Era (1997)
- Sock It 2 Me de Missy Elliott sur l'album Supa Dupa Fly (1997)
- Honey (So So Def Remix) de Mariah Carey (1997)
- I Still Believe de Mariah Carey et Krayzie Bone (1998)
- The Party Continues de Jermaine Dupri sur l'album Life In 1472, The Soundtrack (1998)
- U Don't Know Me de Brandy (1999)
- Heartbreaker Remix de Mariah Carey sur l'album Rainbow (1999)
- Sticken Chickens de Missy Elliott sur l'album Da Real World (1999)
- Secret Love Remix de Kelly Price sur l'album Soul of Woman (1999)
- Bout'it Bout'it Remix de Jesse Powell sur l'album Bout'it (1999)
- You Know Me de Lil' Bow Wow sur l'album Beware of Dog (2000)
- Did She Say Remix de Jagged Edge (2000)
- Jumpin', Jumpin' Remix de Destiny's Child sur l'album This Is The Remix (2000)
- Take Care of Me de Chanté Moore sur l'album Exposed (2000)
- Loverboy de Mariah Carey sur l'album Glitter (2001)
- Where The Party At Remix de Jagged Edge sur l'album Jagged Little Thrill (2001)
- You Bring The Freak Out of Me de Jermaine Dupri sur l'album Instructions (2001)
- Slap, Slap, Slap de Missy Elliott sur l'album Miss E...So Addictive (2001)
- Survivor Remix de Destiny's Child (2001)
- Crazy de Lil' Bow Wow sur l'album Doggy Bag (2002)
- Miss PIMP de Cherish sur l'album The Moment (2003)
- I Think They Like Me Remix de Dem Franchize Boyz sur l'album Young, Fly & Flashy Vol.1 (2005)
- I'm Hot Remix de Young Capone (2006)
- Unappreciated Remix de Cherish (2006)
- Got Me Fucked Up de Jermaine Dupri (2006)
- Gotsta Go de Kelly Rowland (2007)
- 4Real4Real de Mariah Carey (2008)
- Sure Things Remix de Miguel (2011)

## Filmographie

### Cinéma
- 1996 : Kazaam
- 2001 : Glitter
- 2002 : Civil Band
- 2006 : 30 Days

### Télévision
- 1997-1998 : The Parent 'Hood (série TV)
- 2001 : Carmen: A Hip Hopera (téléfilm)
- 2002 : Sabrina, l'apprentie sorcière (série télévisée)
- 2015 : Empire : Jezzy (saison 2, épisode 10)